# Vågen och stranden

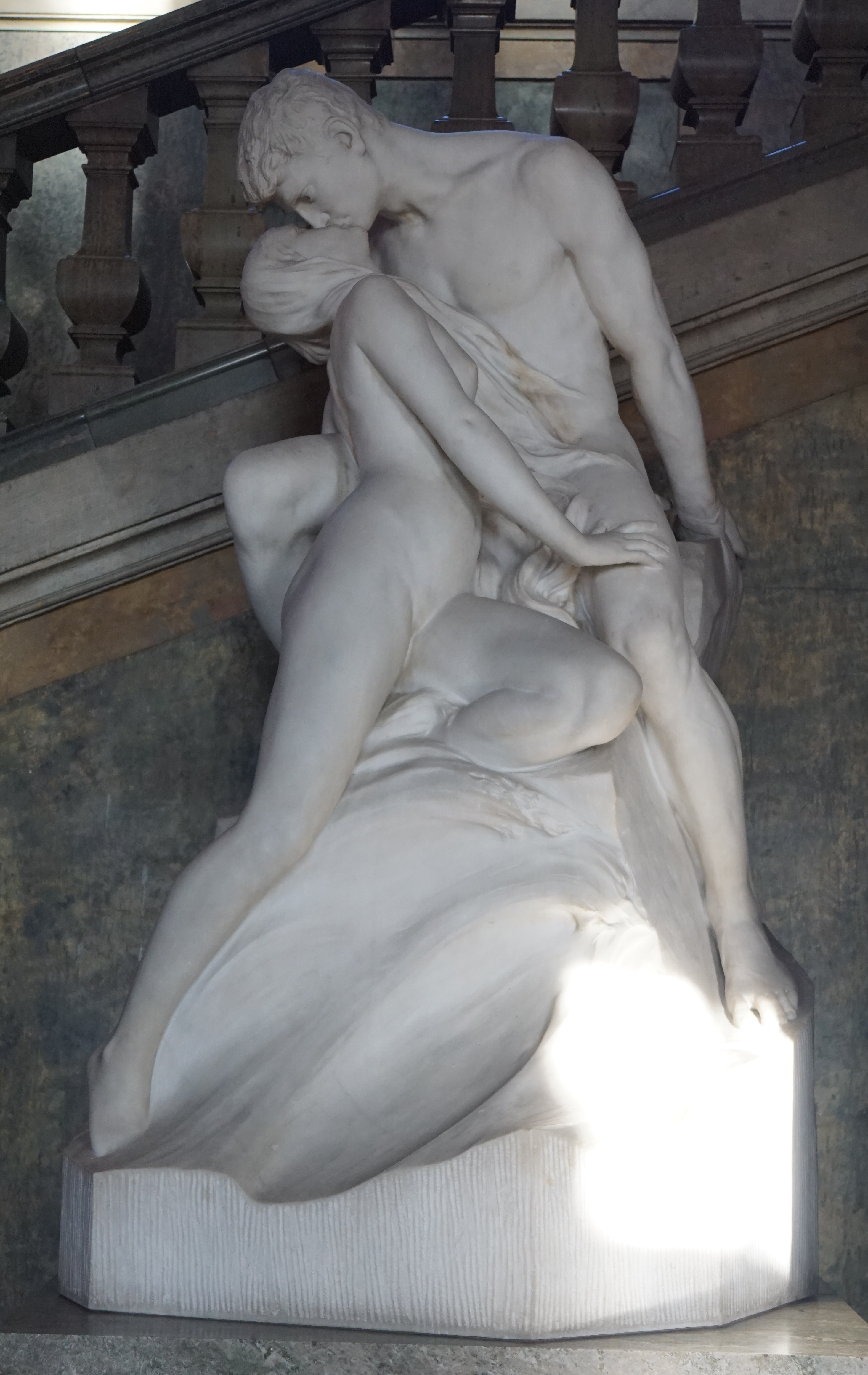
Het marmeren beeld Vågen och stranden (1898) door Theodor Lundberg in het koninklijk paleis in Gamla Stan, Stockholm.

Vågen och stranden (Zweeds voor De golf en het strand) is een sculptuur van de ontmoeting van een golf en het strand voorgesteld als een kussende man en vrouw, die in 1897 door Theodor Lundberg in gips en in 1898 in marmer werd gemaakt.

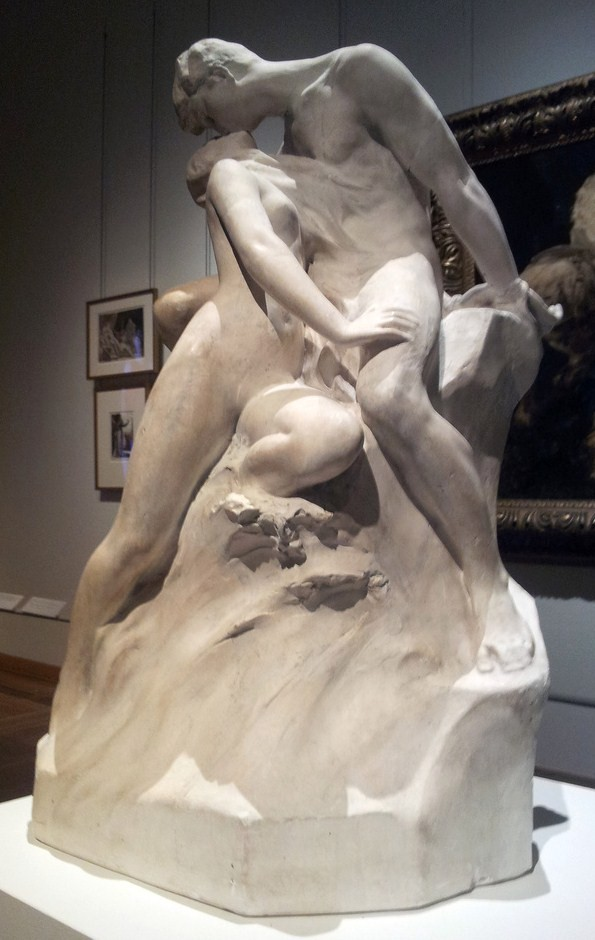
Het origineel in gips (1897) in het Nationalmuseet, Stockholm.

## Beschrijving
De voorstelling van de golf die het strand ontmoet wordt neergezet als een innig kussende man en vrouw. Aan het einde van de negentiende eeuw waren personificaties van natuurverschijnselen met erotische lading populair. De naam van het beeld komt ook voor als Stranden och vågen.

## Geschiedenis
Het beeld Vågen och stranden werd in 1897 door Theodor Lundberg in gips gemaakt in een versie van 56 centimeter hoog. Oscar II van Zweden bestelde in 1898 een grote versie in marmer. Het beeld werd populair in Europa. In 1915 kwam een bronzen variant van 56 centimeter op de markt, gegoten door Aug. E. Jensen Broncestöber uit Kopenhagen. Later bracht Royal Copenhagen een porseleinen versie van 47 centimeter uit.

## Exemplaren (selectie)
- Origineel in gips (56 cm): 1897, Nationalmuseet, Stockholm
- Origineel in marmer (circa 120 cm): 1898, Stockholms slot in Gamla Stan, Stockholm
- Exemplaren in brons (56 cm): 1915[2]
- Miniaturen in biscuitporselein (47 cm) door  Royal Copenhagen[4]